# Gelis liparae
Gelis liparae är en stekelart som först beskrevs av Giraud 1863.  Gelis liparae ingår i släktet Gelis och familjen brokparasitsteklar. Inga underarter finns listade i Catalogue of Life.